# Государственный президент ЮАР
Государственный президент Южно-Африканской Республики (африк. Staatspresident van Suid-Afrika) — высшая государственная должность в ЮАР с 1961 по 1994 год. Пост был создан после провозглашения Южно-Африканского Союза республикой, когда королева Великобритании Елизавета II перестала быть монархом Южной Африки, а должность генерал-губернатора была упразднена. В свою очередь, должность государственного президента была отменена после уничтожения режима апартеида, проведения первых демократических многорасовых парламентских выборов и утверждения новой должности — президента ЮАР, которым стал Нельсон Мандела.

## История

### Церемониальный пост
Республиканизм давно значился в программе Национальной партии. Тем не менее, только в 1960 году, через 12 лет после победы на парламентских выборах, она смогла провести референдум по этому вопросу. Однако, только 52 % пришедших на участки проголосовали за отмену монархии и объявление Южно-Африканского Союза республикой.
Южно-Африканская Республика была провозглашена 31 мая 1961 года. Последний генерал-губернатор Союза, Чарльз Роббертс Сварт, не считая и. о. Лукаса Корнелиуса Сварта, был приведен к присяге в качестве первого президента страны. Титул «Государственный президент» изначально использовался для глав бурских республик. Сварт был избран парламентом Южной Африки на семь лет без права на переизбрание.
Национальная партия решила не делать пост президента исполнительным, приняв минималистский подход как примирительный жест в отношении англоязычных белых, выступавших против республики. Таким образом, Государственный президент осуществлял в основном церемониальные обязанности, аналогичные обязанностям генерал-губернатора, и был обязан действовать по совету премьер-министра и кабинета министров.

### Исполнительный пост

Штандарт государственного президента с 1961 по 1984 год

После принятия новой Конституции 1983 года, пост государственного президента стал исполнительным, как и в США. Должность премьер-министра была упразднена, а его полномочия были де-факто объединены с президентскими. Государственный президент избирался на пять лет коллегией выборщиков из 88 членов — 50 белых, 25 цветных и 13 индийцев — избираемых от соответствующих расовых групп Трёхпалатного парламента — Палаты ассамблеи, Палаты представителей и Палаты делегатов. Последний премьер-министр, Питер Виллем Бота, был избран первым государственным президентом.
Государственный президент был наделен широкими исполнительными полномочиями, в большинстве отношений, даже большими, чем у президента США. У него была исключительное право вмешательства в вопросы «национальных» проблем, таких как внешняя политика и межрасовые отношения. Он был председателем Совета при президенте, который разрешал споры между тремя палатами парламента, касающихся законодательства «общих дел». Этот орган состоял из 60 членов — 20 назначались Палатой ассамблеи, 10 — представителей, пять — делегатов и 25 — непосредственно государственным президентом.
Хотя реформы были объявлены договоренностями о разграничении полномочий, но на практике реальная власть оставалась в руках белых — Национальной партии, имевшей значительное большинство в палатах белых. Так как Бота был лидером Национальной партии, он сосредоточил в своих руках всю власть.
После ухода Боты в отставку, в 1989 году пост государственного президента занял Фредерик де Клерк, практически сразу начавший процесс примирения и перехода к правлению большинства.

### Упразднение
В соответствии с первой нерасовой Конституцией ЮАР, принятой в 1994 году, главой государства и правительства стал просто президент. После всеобщих парламентских выборов, 11 мая 1994 года к присяге в качестве президента был приведён председатель Африканского национального конгресса Нельсон Мандела.

## Список государственных президентов ЮАР (1961—1994)
Партия
 Национальная партия
| №                                                                   | Имя (Годы жизни)                                                    | Портрет                                                             | Начало                                                              | Конец                                                               | Выбран парламентом                                                  | Партия                                                              |
| Государственные президенты (церемониальный пост с 1961 по 1984 год) | Государственные президенты (церемониальный пост с 1961 по 1984 год) | Государственные президенты (церемониальный пост с 1961 по 1984 год) | Государственные президенты (церемониальный пост с 1961 по 1984 год) | Государственные президенты (церемониальный пост с 1961 по 1984 год) | Государственные президенты (церемониальный пост с 1961 по 1984 год) | Государственные президенты (церемониальный пост с 1961 по 1984 год) |
| ------------------------------------------------------------------- | ------------------------------------------------------------------- | ------------------------------------------------------------------- | ------------------------------------------------------------------- | ------------------------------------------------------------------- | ------------------------------------------------------------------- | ------------------------------------------------------------------- |
| 1                                                                   | Чарльз Роббертс Сварт (1894—1982)                                   |                                                                     | 31 мая 1961                                                         | 31 мая 1967                                                         | —                                                                   | Национальная партия                                                 |
| —                                                                   | Теофилус Эбенгазер Дёнгес (1898—1968)                               |                                                                     | Избран, но умер, не успев вступить в должность                      | Избран, но умер, не успев вступить в должность                      | —                                                                   | Национальная партия                                                 |
| —                                                                   | Джошуа Франсуа Науде (1889—1969) (вступил)                          |                                                                     | 1 июня 1967                                                         | 10 апреля 1968                                                      | —                                                                   | Национальная партия                                                 |
| 2                                                                   | Якобус Йоханнес Фуше (1898—1980)                                    |                                                                     | 10 апреля 1968                                                      | 9 апреля 1975                                                       | —                                                                   | Национальная партия                                                 |
| —                                                                   | Йоханнес де Клерк (1903—1979) (вступил)                             |                                                                     | 9 апреля 1975                                                       | 19 апреля 1975                                                      | —                                                                   | Национальная партия                                                 |
| 3                                                                   | Николаас Йоханнес Дидерихс (1903—1978)                              |                                                                     | 19 апреля 1975                                                      | 21 августа 1978 (умер на посту)                                     | —                                                                   | Национальная партия                                                 |
| —                                                                   | Маре Фильюн (1915—2007) (вступил)                                   |                                                                     | 21 августа 1978                                                     | 10 октября 1978                                                     | —                                                                   | Национальная партия                                                 |
| 4                                                                   | Балтазар Йоханнес Форстер (1915—1983)                               |                                                                     | 10 октября 1978                                                     | 4 июня 1979 (подал в отставку)                                      | —                                                                   | Национальная партия                                                 |
| 5                                                                   | Маре Фильюн (1915—2007)                                             |                                                                     | 19 июня 1979 вступил 4 июня 1979                                    | 3 сентября 1984                                                     | —                                                                   | Национальная партия                                                 |
| Государственные президенты (исполнительный пост с 1984 по 1994 год) |                                                                     |                                                                     |                                                                     |                                                                     |                                                                     |                                                                     |
| 1 (6)                                                               | Питер Виллем Бота (1916—2006)                                       |                                                                     | 14 сентября 1984 Вступил 3 сентября 1984                            | 15 августа 1989 (подал в отставку)                                  | 1987 (20)                                                           | Национальная партия                                                 |
| 2 (7)                                                               | Фредерик Виллем де Клерк (1936—2021)                                |                                                                     | 20 сентября 1989 Вступил 15 августа 1989                            | 10 мая 1994                                                         | 1989 (21)                                                           | Национальная партия                                                 |